# Communauté de communes de la Morinie
La communauté de communes de la Morinie est une ancienne structure intercommunale française, située dans le département du Pas-de-Calais et la région des Hauts-de-France. Elle a existé de 1994 à 2016.

## Historique
Créée le 1er janvier 1994, la communauté de communes de la Morinie succède au SIVOM constitué en 1973.
Paul Hochart, ancien maire d'Heuringhem en a été le président pendant de longues années. Il a cédé sa place à René Allouchery, maire de Clarques, en 2008.
Compte tenu de la réforme territoriale, la petite taille de l'intercommunalité lui impose de se regrouper avec une ou des autres structures intercommunales,.
Le 1er janvier 2017, elle est fusionnée au sein de la communauté d'agglomération du Pays de Saint-Omer.

## Territoire communautaire

### Géographie
L'intercommunalité a choisi le nom de Morinie, qui est la dénomination du territoire de l'ancien peuple gaulois des Morins.

### Composition
La communauté de communes de la Morinie regroupait huit communes :
| Nom                | Code Insee | Gentilé       | Superficie (km2) | Population (dernière pop. légale) | Densité (hab./km2) |
| ------------------ | ---------- | ------------- | ---------------- | --------------------------------- | ------------------ |
| Thérouanne (siège) | 62811      | Thérouannais  | 8,37             | 1 143 (2014)                      | 137                |
| Delettes           | 62265      | Delettois     | 14,69            | 1 165 (2014)                      | 79                 |
| Ecques             | 62288      | Ecquois       | 12,59            | 2 074 (2014)                      | 165                |
| Herbelles          | 62431      | Herbellois    | 4,55             | 534 (2014)                        | 117                |
| Heuringhem         | 62452      | Heuringhemois | 5,79             | 1 336 (2014)                      | 231                |
| Inghem             | 62471      | Inghemois     | 3,19             | 522 (2014)                        | 164                |
| Mametz             | 62543      | Mametziens    | 9,53             | 1 981 (2014)                      | 208                |
| Saint-Augustin     | 62691      |               | 11,80            | 795 (2014)                        | 67                 |

## Administration

### Siège
Le siège était situé à Thérouanne, rue de Clarques.

### Élus
La communauté de communes était administrée par un conseil communautaire, composé  de 27 conseillers, issus des conseils municipaux représentant chacune des communes membres, à raison de deux délégués pour les communes de moins de mille habitants, trois pour Delettes, Heuringhem et Thérouanne, comprises entre 1000 et deux mille habitants, et cinq pour Ecques et Mametz, comptant plus de deux mille habitants,.
Le conseil communautaire du 19 avril 2014 a réélu son président, René Allouchery, Maire de Clarques, ainsi que ses 8 vice-présidents pour le mandat 2014-2020, de manière que chaque commune soit représentée au bureau de l'intercommunalité.
Il s'agit de : 
1. Yves Bertin, maire d'Ecques. Après son décès, en janvier 2015, son siège est attribué à Brigitte Merchier, qui le remplace également comme maire d'Ecques[6],[7] ;
2. Alain Massez, maire de  Delettes ;
3. Jean-Marie Evrard, maire d'Inghem ;
4. Dominique Prudhomme, maire de Herbelles ;
5. Josiane Hochart, maire de Rebecques ;
6. Jean-Paul Lefait, maire de Heuringhem ;
7. Alain Chevalier, maire de Thérouanne ;
8. Jacques Delmaire, maire de Mametz[8].

### Liste des présidents
| Période          | Période | Identité        | Étiquette | Qualité                                                                |
| ---------------- | ------- | --------------- | --------- | ---------------------------------------------------------------------- |
| 1er janvier 1994 | 2008    | Paul Hochart    |           | Maire de Heuringhem (1977 → 2008)                                      |
| 2008             | 2016    | René Allouchery |           | Agriculteur Maire de Clarques (2001 → ) Réélu pour le mandat 2014-2020 |

## Projets et réalisations

### Développement économique
L'intercommunalité, après avoir développé la zone de Mussent, « qui compte le plus d’emplois à l’hectare de toute la région » selon le président Allouchery, aménage la zone des Escardalles, qui s'étend en 2014 sur onze hectares et devrait s'accroître à terme de 34 hectares,, dont la commercialisation a été confiée à Saint-Omer développement, une émanation commune de la chambre de commerce et d’industrie d’une part, le monde politique de l’Audomarois d’autre part.
Elle a également favorisé la création d'une boulangerie artisanale d’Heuringhem, ouverte le 6 juin 2013, afin de favoriser l’émergence d’un véritable « cœur de bourg » et  « attirer de nouveaux habitants, de nouveaux créateurs et repreneurs d’entreprises en rendant l’environnement commercial attractif », comme le souligne le maire lors de l'inauguration.

### Tourisme et patrimoine
La communauté de communes et la communauté d'agglomération de Saint-Omer ont signé avec l'État le 27 novembre 2014 une convention faisant du territoire constitué par les deux intercommunalités, le deuxième Pays d'art et d'histoire du département du Pas-de-Calais après la communauté d'agglomération de Lens-Liévin labellisée en 2008.

### Déplacements
L'intercommunalité a aménagé une aire de co-voiturage aux Escardalles.

### City-stades
L'intercommunalité prévoit d'aménager deux city stades, l'un à Ecques, l'autre à Delettes.

### Nouveau siège et projet de maison de l’histoire et de l’archéologie
L'intercommunalité, propriétaire de la friche Ledoux à Thérouanne, un ancien magasin de meubles, avait prévu d'y aménager son nouveau siège et une maison de l’histoire et de l’archéologie.

## Pour approfondir